# Euphémie Muraton
Euphémie Muraton (Beaugency, 11 de abril de 1836- Macé 2 de enero de 1914) fue una pintora francesa.

## Biografía
Muraton, con nombre de soltera Duhanot, nació el 11 de abril de 1836 en Beaugency. Se casó con el también pintor francés Alphonse Muraton (1824-1911) con quien tuvo un hijo, también pintor. Expuso en el Salón de París de 1868 a 1913. Muraton exhibió su trabajo en el Edificio de la Mujer en la Exposición Mundial Colombina de 1893 en Chicago, Illinois.
En 1888 Muraton se convirtió en miembro de la sociedad de Artistas Franceses (Société des Artistes Français). Recibió una medalla de tercera clase en el Salón de París. Pintora de escenas de género, bodegones y naturalezas muertas, especialmente flores, frutas, animales.
Murió en Macé un municipio francés de San Denis en Loira, en 1914.

## Galería

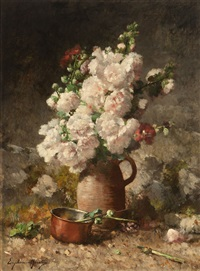
Bodegón floral con cazo de cobre
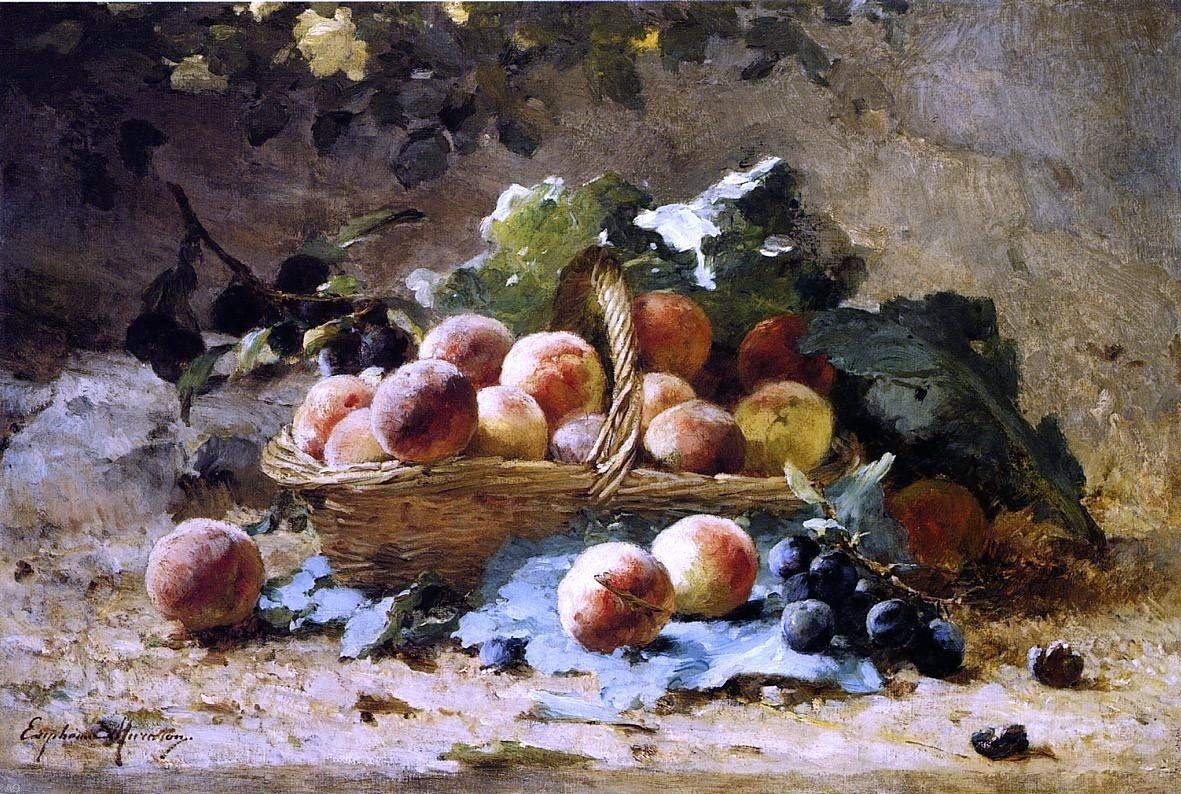
Nature morte aux pêches
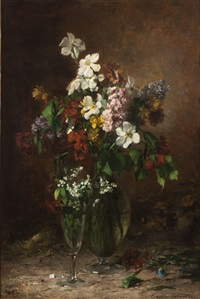
Naturaleza muerta con flores primaverales en jarrones de vidrio
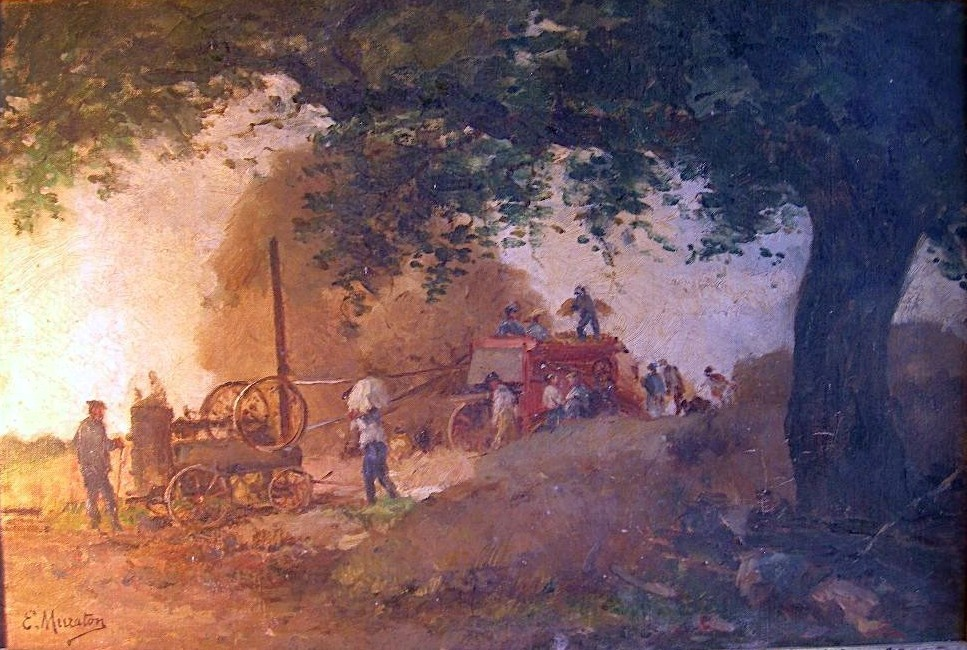
Escena de la trilladora